# Betaina
La betaina in chimica è un composto neutro con un gruppo funzionale cationico caricato positivamente come ad esempio un ammonio quaternario NH4+ (dove uno o più atomi di idrogeno possono essere generici gruppi funzionali), o un catione fosfonio PR1R2R3R4+ (dove R1, R2, R3 ed R4 sono atomi di idrogeno o ancora generici gruppi funzionali),  che non si lega all'idrogeno direttamente, bensì con un gruppo funzionale caricato negativamente come un anione carbossilato, cloruro, idrossido o tartrato, che non è prossimo (non vicinale) al sito cationico.

## Descrizione
Una betaina può quindi essere uno specifico tipo di zwitterione. Storicamente il termine era riservato alla sola trimetilglicina, ma ogni coppia di un gruppo cationico ed anionico può dar luogo ad una classe complessa di composti analoghi alla betaina.
Le betaine fosfoniche sono composti intermedi nella reazione di Wittig.
Nei sistemi biologici, molte betaine servono come osmoliti organici, sostanze sintetizzate o assunte dall'ambiente dalle cellule per proteggerci contro lo stress osmotico, aridità, elevata salinità o temperatura. L'accumulazione intracellulare di betaine, non turbando la funzione enzimatica, la struttura delle proteine e l'integrità della membrana, permette la ritenzione idrica nelle cellule, proteggendole dagli effetti della disidratazione. È anche un donatore di metile di crescente importanza.
L'aggiunta di betaina alle PCR migliora l'amplificazione del DNA riducendo la formazione di strutture secondarie nelle regioni ricche di GC. L'addizione di betaina è stata provata aumentare la specificità della PCR eliminando la dipendenza del mescolamento del DNA dalla composizione delle coppie di basi.
Nell'uomo la betaina è collegata a un abbassamento dei livelli di omocisteina, fatto che riduce il rischio di malattie cardiovascolari. Elevati livelli di betaina si riscontrano in individui detti "pre-fragili" in cui la concentrazione pladmatica di betaina è una firma molecolare che predice il declino fisico e cognitivo negli anziani.

## Betainato di glicina

struttura chimica della trimetilglicina

La betaina originale, N,N,N-trimetilglicina, fu denominata dopo la sua scoperta nella barbabietola da zucchero (Beta vulgaris) nel XIX secolo. È un piccolo amminoacido N-trimetilato, in forma zwitterionica a pH neutro. Questa sostanza è attualmente spesso chiamata  betaina di glicina per distinguerla dalle altre betaine che sono largamente diffuse in microorganismi, piante e animali.